# Viorica Viscopoleanu
Viorica Viscopoleanu (Budinet, 8 de agosto de 1939) é uma ex-atleta e campeã olímpica romena.
Especializada no salto em distância, ela competiu no ar rarefeito da Cidade do México 1968, conquistando o ouro com uma marca de 6,82 m, recorde olímpico e mundial.
Viorica também participou de mais dois Jogos Olímpicos, Tóquio 1964 – 5º lugar – e Munique 1972 – 7º lugar – sem conseguir medalhas.